# Aphaniotis
Aphaniotis — рід ящірок з родини Агамових. Має 3 види. Інша назва «безуха агама».

## Опис
Загальна довжина представників цього роду від 15 до 20 см. Колір шкіри коричневий, червонуватий з численними світлими плямами. Голова широка, тупа, коротка. Тулуб циліндричної форми. Очі великі. Хвіст середніх розмірів, потовщений. Кінцівки витягнуті, пальці довгі. Луска на голові досить велика, спина в цілому дорівнює головні луски. На хвості вона дрібніша.

## Спосіб життя
Полюбляє ліси, гірські місцини. Більшу частину проводить на деревах. Активні вдень. Харчуються комахами та іншими дрібними безхребетними.
Це яйцекладні ящірки. Самиці відкладають до 5—6 яєць.

## Розповсюдження
Мешкає в Індонезії, Таїланді, Сингапурі, Малайзії.

## Види
- Aphaniotis acutirostris
- Aphaniotis fusca
- Aphaniotis ornata